# الفصال المائي المتقطع
الفصال المائي المتقطع، المعروف أيضًا باسم التهاب الغشاء الزلالي الدوري أو التهاب الغشاء الزلالي الحميد الدوري أو التهاب المفاصل المائي الدوري، حالة مزمنة سببها مجهول وتتميز بنوبات متكررة ومؤقتة من تراكم السوائل (الانصباب) في الركبة. تُصاب الركبة بشكل أساسي، ولكن يمكن أن تتأثر مفاصل أخرى مثل المرفق أو الكاحل. يمكن أن يكون الانصباب المفصلي واسعًا ما يسبب الانزعاج وتحدّد الحركة، ولا تكون المفاصل المصابة مؤلمة جدًا عادةً. ورغم أن الحالة مزمنة، لا يبدو أنها تتطور إلى تلف أكثر تخريبًا للمفصل. يبدو أن المرض يصيب النساء أكثر قليلًا من الرجال.
تستمر نوبات التورم أيامًا أو أكثر ويمكن أن تحدث بتكرار منتظم أو شبه منتظم، عادة نوبة أو نوبتين في الشهر. يقل تورم الركبة بشكل كبير بين فترات الانصباب ما يوفر فترات خالية من الأعراض تقريبًا. على عكس بعض الحالات الرثوية الأخرى مثل التهاب المفاصل الروماتزمي، عادة ما تكون النتائج المخبرية ضمن النطاقات أو الحدود الطبيعية.
لم تُحدد بعد خيارات علاجية واضحة. تكون مضادات الالتهاب اللاستيرويدية ومثبطات كوكس-2 غير فعالة بشكل عام. عندما تُشخص هذه الحالة بشكل صحيح، يمكن تجربة الأدوية المضادة للروماتيزم وكذلك الكولشيسين للعثور على الخيار الأكثر فعالية. يمكن أن تكون العلاجات داخل المفصلية الهجومية، مثل الاستئصال الكيميائي أو الإشعاعي للغشاء الزلالي مفيدًا أيضًا على الرغم من عدم إبلاغ الأدبيات عن وجود فائدة بعد عام واحد.

## العلامات والأعراض
يحدث الانصباب المتكرر والدوري في مفصل الركبة. عادة ما تتأثر ركبة واحدة وتصاب في بعض الأحيان كلتا الركبتين. قد تُصاب مفاصل أخرى أيضًا. يكون الانصباب كبيرًا ويقيد نطاق الحركة، ولكن الألم الشديد لا يحدث. عادة ما يظهر تيبس في المفصل. قد تترافق الحالة بالمضض في المفصل أو لا تترافق به. عادة ما يكون السائل الزلالي المبزول عقيمًا ولكنه يُظهر أحيانًا عددًا مرتفعًا من الخلايا (>100 خلية/مل) وتكون 50% منها كريات دم بيضاء مفصصة النواة.
تكون بداية الانصباب مفاجئة دون وجود محرّض أو قادح معين. تستمر كل نوبة من بضعة أيام إلى نحو أسبوع وتتكرر في دورات من 7 إلى 11 يومًا مع الإبلاغ أيضًا عن حالات شديدة تتراوح من 3 أيام إلى 30 يومًا. قد يبدأ المفصل في بعض الأحيان بالانتفاخ مرة أخرى بمجرد انحسار السائل. عندما تتأثر كلتا الركبتين في آن واحد، يمكن أن تبدأ الإصابة في أحدهما عند انحسار الإصابة في الآخر.
أُبلغ عن إصابات كانت فيها النوبات منتظمة للغاية، حتى أمكن التنبؤ بها. كانت تلك سمة مميزة للفصال المائي المتقطع في الكثير من تقارير الحالات. مع ذلك، على المدى الطويل على وجه الخصوص، قد لا تبقى دورات الانصباب والتعافي هذه ثابتة كما كانت في البداية.
يبدو أن الكثير من الحالات تبدأ في سن البلوغ عند النساء. وقد تتزامن نوبات تورم الركبة مع الدورة الشهرية. يبدو أن الحمل يكبح الحالة في جميع تقارير الحالات تقريبًا ولكنها تعود بعد الولادة وخلال الرضاعة.
بشكل عام، لا يكون لدى المرضى في الغالب أعراض أخرى. من النادر أن تحدث الحمى. لا توجد علامات على التهاب موضعي أو ارتكاس لمفاوي. تكون الاختبارات المخبرية طبيعية بشكل عام أو ضمن الحدود المرجعية.